# Dioctria pilithorax
Dioctria pilithorax är en tvåvingeart som beskrevs av Richter 1960. Dioctria pilithorax ingår i släktet Dioctria och familjen rovflugor. Inga underarter finns listade i Catalogue of Life.